# Hypenetes schineri
Hypenetes schineri är en tvåvingeart som beskrevs av Artigas 1970. Hypenetes schineri ingår i släktet Hypenetes och familjen rovflugor. Inga underarter finns listade i Catalogue of Life.